# 2021年巴爾幹非正式文件

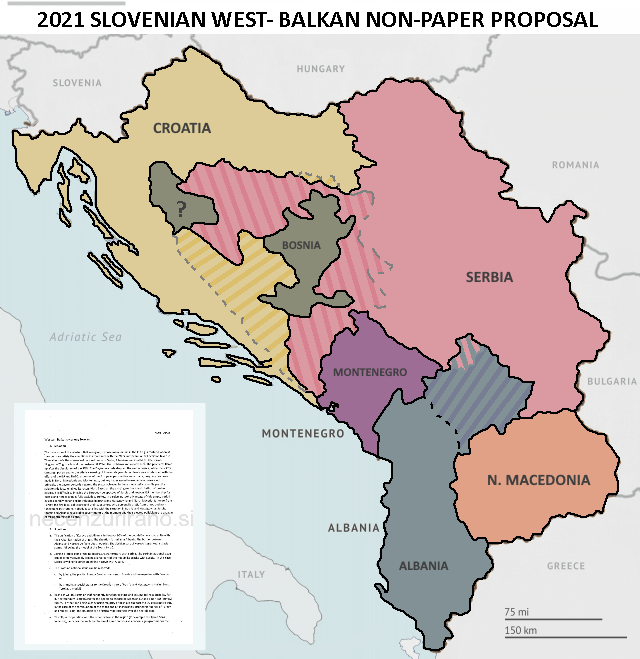
第一份文件構想的西巴爾幹國境

2021年巴爾幹非正式文件是兩份來路不明的文件，但有消息源稱由斯洛維尼亞政府起草，文件內容包括重劃東南歐國界。第一份文件呼籲實現波斯尼亚和黑塞哥维那的和平解體，將塞族共和國和大部分赫塞哥維納及中波斯尼亞州合併入大塞爾維亞和大克羅埃西亞，同時在中波斯尼亞和西波斯尼亞成立一個小規模的波斯尼亞人國界。這份文件還主張阿爾巴尼亞和科索沃合併。第二份文件主張塞爾維亞承認科索沃獨立，換取北科索沃自治。